# 105 mm armata mle 1913 Schneider
Canon de 105 mle 1913 – francuska armata polowa zaprojektowana w 1913 i szeroko używana podczas I wojny światowej.  Duża część tych dział służyła w armii francuskiej aż do 1940. Były one też eksportowane do wielu krajów, w polskiej armii używana jako armata 105 mm wz. 13 Schneider.

## Historia
Na początku XX wieku francuski koncern Schneider rozpoczął współpracę z rosyjską fabryką zbrojeniową Putiłowa, tworząc projekty nowoczesnych dział dla rosyjskiej armii, które miały być produkowane w Rosji. Jednym z ciekawszych projektów, który powstał wyniku tej współpracy, była armata 107 mm wz. 1910. Działo to wyglądało niezwykle obiecująco, i Schneider zdołał nakłonić francuską armię do zakupu prawie identycznej wersji tego działa, która miała być produkowana we Francji.  W tej nowej wersji dokonano nieznacznych tylko modyfikacji (zmieniając kaliber na standardowy 105 mm).  Nowa armata otrzymała oznaczenie Canon de 105 modèle 1913 Schneider, choć popularnie znana była jako L 13 S.  Początkowo armia francuska nie była zainteresowana nowym działem polowym, uważając że ich znakomita „siedemdziesiątkapiątka” wystarczy do wszystkich zadań, ale kiedy pierwsze bitwy I wojny światowej obnażyły wady lżejszej armaty, L 13 S weszła do produkcji na bardzo dużą skalę.

## Użytkownicy
Armata była eksportowana do Belgii, Jugosławii i Polski, ale przede wszystkim do Włoch, gdzie jako Cannone da 105/28 służyła do 1943.

### Polska

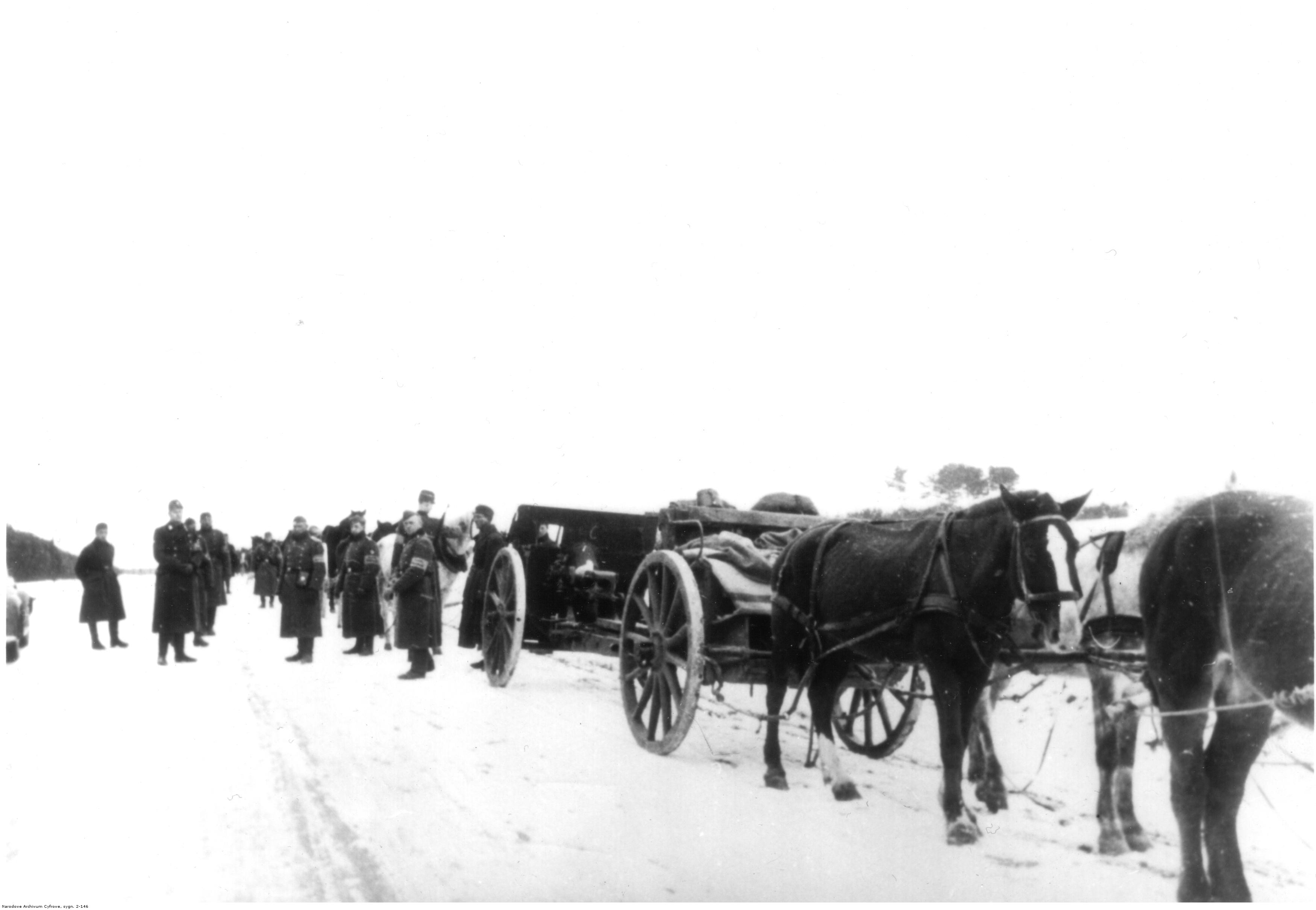
Służba Pracy Rzeszy (Reichsarbeitsdienst) przewozi drogą Busko Zdrój-Kielce polskie działa kal. 105 mm zdobyte w czasie walk wrześniowych

Pierwsze 16 egzemplarzy przybyło do Polski wraz z Armią Hallera, i do 1920 Wojsko Polskie otrzymało 64 działa tego typu. W latach 30. podjęto w Polsce produkcję zmodernizowanej wersji tej armaty pod nazwą 105 mm armata wz. 29 Schneider.  We wrześniu 1939 Polska dysponowała 118 działami wz. 13 i 124 wz. 29 (według innych danych 254 działami obu typów).
Jednostka ognia (JO) do armaty wz.13: 40 nb (granatów stalowych - 40 szt. tj. 14 skrz.= 742 kg; ład.miotaj. 40 szt. tj. 3 skrz.= 300 kg; zapalniki 45 szt. tj. 2 skrz.= 22 kg).

### III Rzesza
Zdobyczne francuskie armaty tego typu służyły w Wehrmachcie jako 10,5 cm K 331(f), a belgijskie jako 10,5 cm K 331(b).
Część zdobycznych armat z Jugosławii i Włoch zostało zamontowanych na podstawach obrotowych i włączonych do systemu obrony Wału Atlantyckiego pod oznaczeniem 10,5 cm K338(j) i 10,5 cm K338(i).  Polskie armaty tego typu służące w armii niemieckiej były znane jako 10,5 cm K13(p), a wersja wz. 29 jako 10,5 cm K29(p)